# Carlisle (Schiff, 1918)
HMS Carlisle (D67) war ein Leichter Kreuzer der C-Klasse der Royal Navy und das zweite Schiff dieser Klasse, das bei Fairfields in Govan  gefertigt wurde. Das Schiff gehörte zu der fünf Schiffe umfassenden Carlisle-Unterklasse. Das 1916 bestellte Schiff wurde – wie alle dieser Untergruppe – erst nach Kriegsschluss einsatzbereit. 1919 bis 1928 gehörte der Kreuzer zur 5th Cruiser Squadron auf der China Station und 1929 bis 1937 zur 6th Cruiser Squadron auf der South African Station.
Als, nach zwei Versuchsumbauten, die Royal Navy sich 1937 zum Umbau aller Schiffe der Klasse zu Flugabwehrkreuzern entschied, wurde die Carlisle ab 1939 als drittes Schiff umgebaut und kam im Januar 1940 nach Ausbruch des Weltkriegs als fünfter Flakkreuzer der Klasse wieder in Dienst. Nach Einsätzen vor Norwegen wurde der Kreuzer Ende Mai 1940 zur Mittelmeer-Flotte verlegt. Im Dezember 1940 erlitt die Carlisle bei ihren Einsätzen im Roten Meer zur Sicherung von Konvois nach Ägypten einen Schaden an einer Propellerwelle, der ihre Einsatzfähigkeit mit der Flotte behinderte. Die notwendige Reparatur wurde verschoben, da dringender Bedarf an den Luftverteidigungsfähigkeiten des Kreuzers bestand. Ab dem 22. Mai 1941 kam die Carlisle bei der Verteidigung Kretas zum Einsatz und erhielt etliche Treffer. Nach Reparatur in Alexandria blieb der Kreuzer bis März 1942 im östlichen Mittelmeer im Einsatz. Von Mai bis Juli verlegte der Kreuzer dann um Afrika zurück in die Heimat, wo er bis zum März 1943 überholt und modernisiert wurde.

Im Mai 1943 kehrte der Kreuzer mit dem ersten Konvoi durch das Mittelmeer wieder nach Alexandria zurück. Nach Einsatz vor Sizilien während der Operation Husky unterstützte der Kreuzer ab September 1943 den britischen Dodekanes-Feldzug. Ab dem 7. Oktober bildete der Kreuzer mit den Zerstörern Panther und Petard sowie wechselnden Hunt-Zerstörern eine Einsatzgruppe, die deutsche Verstärkungen und Gegenangriffe im Dodekanes nördlich von Rhodos verhindern sollte.
Am 9. Oktober 1943 befand sich die Carlisle mit Panther, Petard, Rockwood und der griechischen Miaoulis in der Straße von Scarpanto zwischen Karpathos und Rhodos auf dem Rückmarsch nach Alexandria zum Auftanken, als der Verband von 26 Junkers Ju 87 der I./St.G. 3 angegriffen wurde. Carlisle wurde viermal direkt getroffen und geriet in Brand. Die Treffer und zahlreiche Nahtreffer verursachten schwere Schäden. 20 Besatzungsmitglieder starben bei dem Angriff, 17 weitere wurden schwer verwundet. Die Rockwood nahm den antriebslosen Kreuzer in Schlepp und brachte ihn nach Alexandria.

Wegen der umfangreichen Schäden wurde der Kreuzer als constructive total loss eingestuft und auf eine Reparatur verzichtet. Bis zum Kriegsende wurde das Schiff als Basis für Geleitschiffe genutzt und 1948 in Alexandria zum Abbruch verkauft.

## Geschichte derCarlisle
Der im April 1916 bewilligte Kreuzer war das dritte Schiff mit dem Namen der nordenglischen Stadt in der Geschichte der britischen Marine, dessen Vorgänger (1693/1698) ihren Namen zu Ehren von Charles Howard, 1. Earl of Carlisle, erhalten hatten. Carlisle entstand unter der Baunummer 580 bei Fairfields in Govan, wurde am 2. Oktober 1917 auf Kiel gelegt und lief am 9. Juli 1918 vom Stapel. Sie sollte nach einer ursprünglichen Planung den Namen Cawnpore erhalten. Die Indienststellung erfolgte schließlich am 11. November 1918, dem Tag des Waffenstillstands, als erstes Schiff der nach ihr benannten letzten Unterklasse der C-Klasse.

### Technische Details und Modifikationen

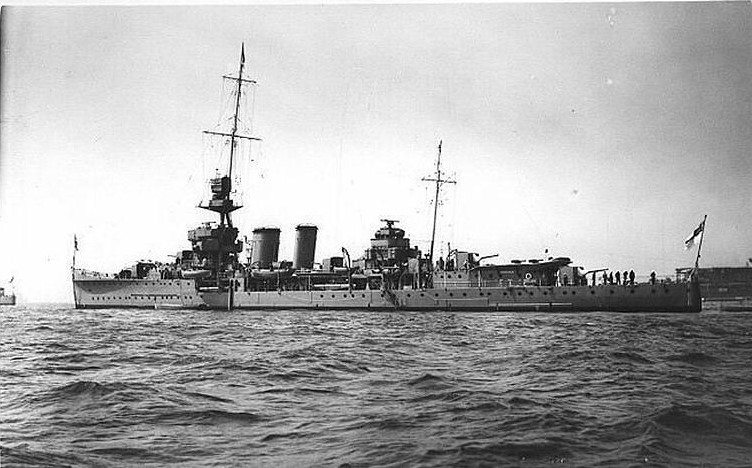
HMS Carlisle nach Fertigstellung

Die Carlisle war 137,56 m über alles lang und 13,33 m breit, der mittlere Tiefgang lag bei 4,27 m. Sechs ölbefeuerte Yarrow-Kessel vom 3-Trommel-Typ sowie zwei Brown-Curtis-Getriebeturbinen ermöglichten dem Kreuzer bei einer Maschinenleistung von 40.000 WPS, eine Höchstgeschwindigkeit über 29 kn (knapp 55 km/h). Der Treibstoffvorrat betrug ursprünglich maximal 950 Tonnen Öl; die Seeausdauer der Carlisle betrug bis zu 5.900 Seemeilen bei 10 kn Marschfahrt.

Bewaffnet war der Leichte Kreuzer mit fünf 152-mm-L/45-Mk.XII Kanonen, zwei 76-mm-L/45-Mk.I-Mehrzweckgeschützen, vier 3 pdr (47 mm)-Hotchkiss-Geschützen sowie zwei 40-mm-L/39-(2pdr)-pompom-Flak zur Abwehr feindlicher Flugzeuge. Dazu kamen noch vier 533-mm-Torpedorohr-Zwillingsätze, die versetzt an den Schiffsseiten aufgestellt wurden. So ausgerüstet betrug die Verdrängung des Kreuzers 4190 ts und seine Besatzung umfasste 387 Mann.
Als einziger Kreuzer der Unter-Klasse hatte die Carlisle bei ihrer Fertigstellung einen Flugzeughangar unter der Brücke, der allerdings nie genutzt wurde und schon 1920 entfernt wurde.
Nachdem sich die Royal Navy 1937 nach zwei Versuchs-Umbauten entschieden hatte, alle der mittlerweile als veraltet angesehenen Leichten Kreuzer der C-Klasse zu Flugabwehrkreuzern umzurüsten, gehörte die Carlisle zum zweiten Umbau-Los. Die neue Hauptbewaffnung bestand aus vier modernen 102-mm-Doppellafetten Mk.XVI auf den Positionen 1, 3, 4, 5. Dazu kamen als leichte Flugabwehrwaffen noch ein 40-mm-L/39-(2pdr)-„pompom“-Vierling auf der erhöhten Position auf dem Vorschiff vor der Brücke sowie zwei schwere 12,7-mm-Fla-Vickers MG-Vierlinge. Das planmäßige Umbauprogramm begann mit dem Schwesterschiff Cairo in Portsmouth. Obwohl die Entscheidung für den Umbau der Carlisle schon 1937 fiel, begann dieser erst im Januar 1939 und konnte im Januar 1940 abgeschlossen werden. Da die Radarentwicklung für die Royal Navy sich bei Abschluss des Umbaus noch in der Erprobungsphase befand, erhielt die Carlisle die Abwandlung eines für das Heer entwickelten Geräts zur Überwachung des Luftraums.
Nach den vor Kreta erlittenen Bombenschäden erhielt die Carlisle ab April 1941 eine neue Radaranlage und zwei zusätzliche, einzelne 2pdr-pompom. Anfang 1942 wurden für die weiteren Einsätze im östlichen Mittelmeer zusätzlich sieben einzelne 20-mm-L/70-Oerlikon-Maschinenkanonen aufgestellt. Bei ihrer letzten großen Überholung ab November 1942 in Großbritannien wurden die sieben einzelnen Oerlikon-Kanonen durch Oerlikon-Zwillingskanonen ersetzt. Dazu erhielt die Carlisle  drei zusätzliche Radargeräte für die Steuerung ihrer Flugabwehrgeschütze und für die Überwachung der Seeoberfläche im Nahbereich.

### Einsätze
Am 18. November 1918 kam HMS Carlisle erstmals für Versuche der Bauwerft mit der Navy in Dienst. Am 1. März 1919 wurde der Kreuzer für die 5th Light Cruiser Squadron in Dienst gestellt. Die zur Harwich Force gehörende Squadron wurde 1919 zur China Station verlegt.

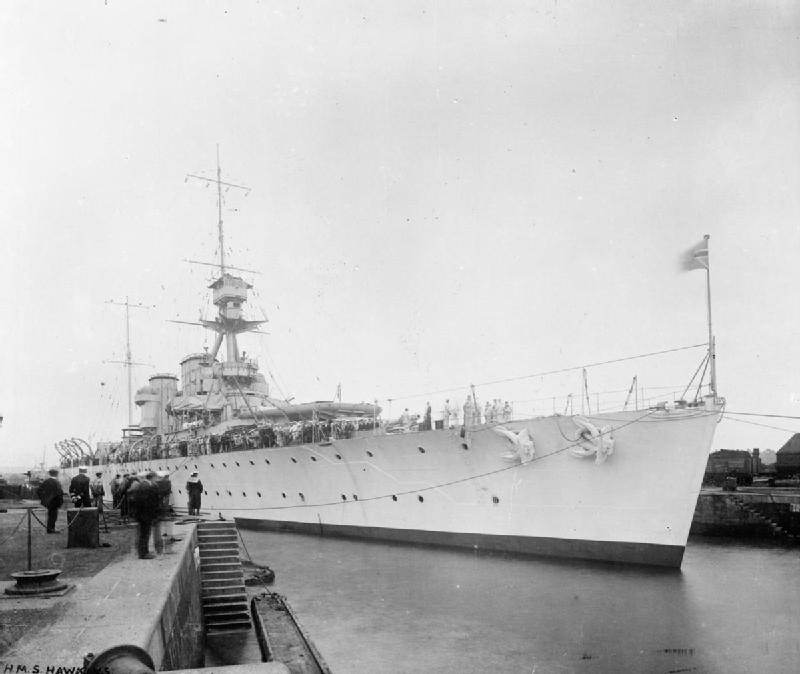
Die Hawkins, Flaggschiff der China-Station

Im April 1919 begann der Kreuzer die Ausreise zu seiner neuen Station Hongkong. Zur 5th Light Cruiser Squadron gehörten schließlich neben der größeren Hawkins als Flaggschiff noch die Kreuzer Cairo, Colombo und Curlew der C-Klasse. Diese drei Kreuzer wurden aber schon 1921/1922 durch die Durban, Despatch und Diomede der größeren D-Klasse ersetzt. 1927/28 kamen dann mit Curlew, Constance und Castor erneut weitere Kreuzer der C-Klasse neben der Carlisle im Fernen Osten zum Einsatz. Während der Auslandseinsätze waren auch größere Auswechslungen der Besatzung vorgesehen. Um diese durchzuführen, liefen die Einheiten zum Teil in die Heimat zurück. So traf die Carlisle erstmals Ende 1920 aus China wieder in der Heimat ein und wurde mit einer neu zusammengestellten Besatzung am 1. Januar 1921 wieder in Dienst gestellt und kehrte im Februar/März 1921 wieder nach China zurück. Der nächste Austausch erfolgte Anfang 1923 als das Schiff im Januar in die Heimat zurücklief, am 3. Februar neu in Dienst gestellt wurde und dann im März/April erneut nach China auslief.  Die beiden nächsten Besatzungswechsel erfolgten dann auf der Station. Ab Januar 1928 wurde das 5. Kreuzergeschwader auf der China Station beginnend mit der Cumberland auf Schwere Kreuzer der County-Klasse umgerüstet. Am 16. Juli 1928 verließ die Carlisle Hongkong und traf am 31. August in Chatham ein. Sie wurde vorübergehend außer Dienst gestellt und am 12. September begann die Überholung des Kreuzers auf der dortigen Marinewerft.

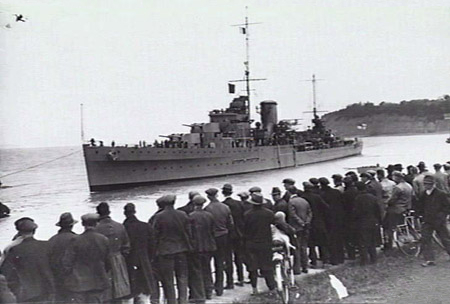
Die Neptune ersetzte 1937 die Carlisle als Leichten Kreuzer

Am 3. September 1929 wurde der Kreuzer mit Personal aus Devonport für die 6th Light Cruiser Squadron auf der South African Station wieder in Dienst gestellt. Nach ersten Tests in der Themsemündung verlegte der Kreuzer nach Devonport, das die Carlisle dann am 20. September Richtung Simonstown verließ, um den alten Kreuzer Lowestoft abzulösen. Der Kreuzer blieb der 6th Light Cruiser Squadron (später 6th Cruiser Squadron) und der South African Station bis zum Frühjahr 1937 zugeteilt. Auch von dieser Station kehrte die Carlisle im Frühjahr 1932 und im Herbst 1934 in die Heimat zurück, um Teile der Besatzung zu tauschen.  Flaggschiff der Station war vom September 1928 bis zum Februar 1931 das Schwesterschiff  Calcutta.  Im Mai 1931 erreichte dann die ähnliche Cardiff als Ersatz und neues Flaggschiff Südafrika, die im Mai 1933 vom Schweren Kreuzer Dorsetshire ersetzt wurde, der bis zum August 1935 auf der South African Station verblieb. Erst ab Oktober 1936 verfügte die Station mit dem neuen Leichten Kreuzer  Amphion wieder über einen zweiten Kreuzer. Nach Ablösung durch Neptune verließ die Carlisle am 16. März 1937 Kapstadt zur Basis nach Devonport, wo der Kreuzer der Reserve zugeteilt und aufgelegt wurde.
Trotz der bereits erfolgten Entscheidung, das Schiff zum Flugabwehrkreuzer umzubauen, wurde es 1938 noch als stationäres Boys Training Ship in Devonport genutzt. Erst im Januar 1939 begann der Umbau zu einem Flugabwehrkreuzer nach dem Muster der Schwesterschiffe Cairo und Calcutta auf dem Chatham Dockyard, der erst nach Kriegsausbruch am 12. Januar 1940 abgeschlossen wurde.

#### Zweiter Weltkrieg
Die umgebaute Carlisle  verlegte ab dem 1. Februar 1940 nach Malta, um dort getestet zu werden und Erfahrungen mit dem auf diesem Schiff erstmals eingebauten Radartyp zu sammeln. Nach erfolgreich absolvierten Tests kehrte der Kreuzer im März nach Scapa Flow zurück und bildete mit den anderen Flakkreuzern die 1st AA Squadron und wurde der Humber Force der Home Fleet in der Nordsee zugeteilt.

Nach dem deutschen Überfall auf Norwegen gehörte der Kreuzer ab dem 9. April 1940 zu den britischen Einheiten, die vor Norwegen gegen die Deutsche Wehrmacht eingesetzt wurden. Am 17. verließ die Carlisle mit den Kreuzern Galatea, Arethusa und Curacoa und zwei Zerstörern Rosyth mit Truppen der britischen 148. Infanteriebrigade unter General Paget, die am 18. April in Åndalsnes gelandet wurden (Operation Sickle). Dort hatten am Vortag schon die britischen Sloops Auckland, Bittern, Black Swan und Flamingo 700 Mann Voraustruppen abgesetzt. Damit sollte das von den Deutschen besetzte Trondheim nicht nur von Norden (Namsos), sondern auch vom Süden angegriffen werden.
Noch am 18. löste die Carlisle die Black Swan in der Überwachung des Luftraums am Romsdalsfjord ab. In der Folgezeit versah sie diesen Dienst im Wechsel mit der Curaçoa und den Sloops Black Swan und Bittern. Sie sicherten auch die dann eintreffenden Nachschubtransporte und Verstärkungen (15. Infanteriebrigade) vor Andalsnes und Molde verstärkt durch Flamingo und Fleetwood.

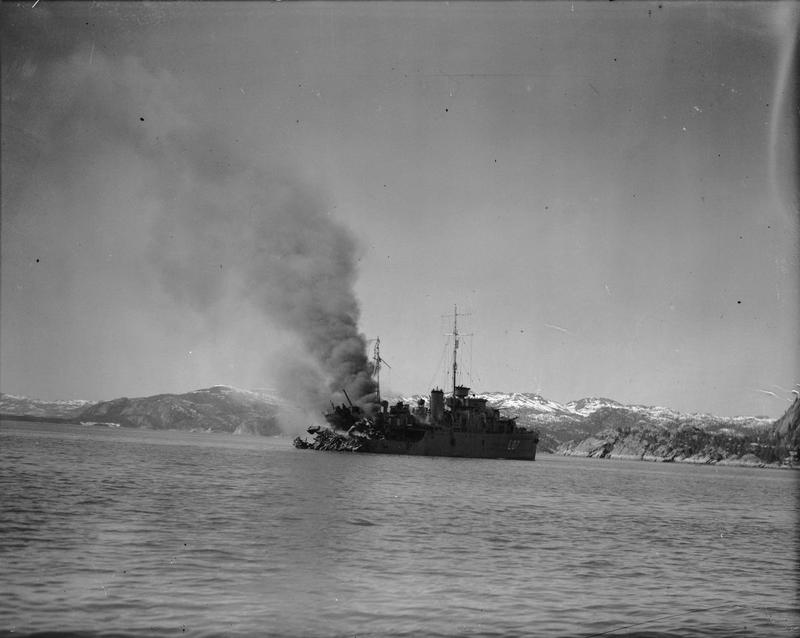
Die schwer getroffene Bittern

Am 22. April 1940 wurde die Carlisle in den Norden nach Namsos verlegt, wo sie bis zum 28. April zur Abwehr von Luftangriffen eingesetzt wurde. Dann ging sie als Versorgungsschiff weiter nach Norden zum Skelfjord der Inselgruppe Lofoten, wo die Royal Navy eine behelfsmäßige Versorgung- und Reparaturbasis eingerichtet hatte.
Betankt lief der Kreuzer sofort wieder zurück nach Namsos, wo er von der schwerbeschädigten Bittern die Aufgaben der Luftabwehr am Einschiffungsort übernahm und die nicht mehr einsetzbare Sloop versenken musste. De Evakuierung der Mauriceforce begann in der Nacht zum 1. Mai 1940 durch die schweren Kreuzer Devonshire und York. Die Carlisle verließ mit den beiden Kreuzern den Hafen, um nicht Ziel weiterer Angriffe der Luftwaffe während des Tages zu sein. Starker Nebel verhinderte in der folgenden Nacht ein erneutes Einlaufen. Erst in der Nacht zum 3. Mai konnte sie mit Zerstörern erneut nach Namsos einlaufen und die verbliebenen Truppen (5400 Mann, davon 1850 Franzosen) an Bord nehmen, um dann mit der wartenden Devonshire und Zerstörern den Rückmarsch nach Scapa Flow anzutreten. Der von der 1./StG.1 (Hauptmann Hozzel) der Luftwaffe mehrfach angegriffene Verband verlor noch die französische Bison und die Afridi.
- siehe Das Ende der Afridi

Am 11. Mai kehrte die Carlisle mit dem Zerstörer Zulu bei einer vergeblichen Suche nach einem deutschen Truppentransporter nochmal zur norwegischen Küste zurück.
Ab dem 18. Mai 1940 begann die Verlegung der Carlisle mit den Zerstörern Jaguar und Javelin zur Mediterranean Fleet wegen des erwarteten Kriegseintritts Italiens. Von Devonport über Malta (24.) verlegte der Kreuzer nach Alexandria. Beim Kriegseintritt Italiens am 10. Juni 1940 gehörte der Kreuzer mit den nicht umgebauten Schwesterschiffen Calypso und Caledon zur in Alexandria stationierten Mittelmeerflotte. Die Carlisle befand sich als Flaggschiff der im Roten Meer eingesetzten Einheiten der Navy in Aden, als am 11. ein erster Luftangriff auf den britischen Stützpunkt erfolgte, bei dem neun italienische Maschinen von der stationären Flak und der Carlisle abgeschossen wurden.

Hauptaufgabe der Carlisle war die Sicherung der britischen Geleite durch das Rote Meer nach Ägypten gegen erwartete Luftangriffe aus Italienisch-Ostafrika. Nach dem italienischen Angriff auf Britisch-Somaliland war der Kreuzer an der Evakuierung von 5690 Soldaten, 1266 Zivilisten und 184 Verwundeten vom 14. bis 19. August 1940 aus Berbera nach Aden mit drei Hilfskreuzern, einem Transporter und einem Lazarettschiff sowie den Kreuzern Hobart der RAN, Caledon, Ceres, den Zerstörern Kandahar, Kimberley und den Sloops Shoreham, Auckland sowie der australischen Parramatta.
Zu den in den folgenden Monaten von der Carlisle gesicherten Konvois bei der Passage durchs Rote Meer gehörten der Truppentransportkonvoi AP.3 mit 10 Transportern vom 20. bis 22. Oktober zusammen mit den Zerstörern Kandahar, Kingston und der Sloop Flamingo, der Truppentransportkonvoi WS.3 mit 17.000 Soldaten für eine geplante Offensive, den sie mit Dorsetshire, Caledon, Kimberley und 2 Sloops sicherte., der australische Truppen-Konvois US.7 sowie die Konvois WS.4A und WS.4B mit Einheiten und allen Fahrzeuge der britischen 2. Panzerdivision.

Bei diesen Einsätzen erlitt die Carlisle einen Schaden an einer Schraubenwelle, der im Januar 1941 in Bombay repariert werden sollte. Wegen feindlicher Luftangriffe auf den Suezkanal verblieb der Kreuzer zur Verstärkung der Luftabwehr vorerst jedoch am Kanal.
Als im März 1941 vier britische Divisionen von Alexandria nach Griechenland verlegt wurden, erfolgte die Luftsicherung der Konvois durch die Flakkreuzer Calcutta, Coventry und Carlisle.
Nach dem Durchbruch deutscher Truppen durch die britische Sperrstellung bei den Thermopylen begann schon Ende April die Räumung Griechenlands durch die britische Armee und ihre Evakuierung durch die britische Flotte, bei der die bedingt einsatzbereite Carlisle weiterhin zum Einsatz kam. Die britischen Truppen wurden meist von offenen griechischen Stränden eingeschifft und über die kretische Suda-Bucht nach Ägypten zurückgeführt.

Am 5. Mai 1941 begann die britische Operation Tiger, eine gleichzeitige Operation der Force H aus Gibraltar und der Mediterranean Fleet aus Alexandria, bei der fünf schnelle Transporter und Verstärkungen für die Mittelmeerflotte (Schlachtschiff Queen Elizabeth, Kreuzer Fiji und Naiad) von Gibraltar durch das Mittelmeer nach Alexandria überführt werden sollten und Malta von Alexandria aus versorgt werden sollte. Carlisle sicherte mit den Flakkreuzern Dido, Phoebe, Coventry und Calcutta, drei Zerstörern und zwei Korvetten den für Malta bestimmten Nachschub auf vier Transportern und zwei Tankern. Am 8. Mai erfolgten die ersten Angriffe auf die Deckung gebenden Flottenverbände im Westen und Osten. An den beiden folgenden Tagen unterbanden schlechte Sichtverhältnisse Luftangriffe der Achsenmächte weitgehend. Die britischen Verbände erreichten ihre Ziele bis zum 12. Mai weitgehend ungestört. Von den aus Gibraltar ausgelaufenen Frachtern erreichten die New Zealand Star, Clan Campbell, Clan Chattan und Clan Lamont mit 238 (von insg. 295) Matilda II- und Crusader-Panzern und 43 (von 53) Jagdflugzeugen vom Typ Hawker Hurricane an Bord Alexandria im Schutz der vorgenannten Flakkreuzer. Nur die neue Empire Song (9228 BRT, 1941) war kurz vor Malta nach einem Minentreffer verloren gegangen.

Am 20. Mai 1941 begann die deutsche Luftlandung auf Kreta (Unternehmen Merkur). Die britische Mittelmeerflotte befand sich mit der Masse ihrer Einheiten in See, um einen deutschen Vorstoß zu verhindern, wurde aber von der Luftlandung überrascht.
Seit dem 22. gehörte Carlisle zur Force C unter Konteradmiral King mit den Kreuzern Naiad, Perth und Calcutta sowie den Zerstörern Kandahar, Nubian und Kingston, die versuchte die zweite deutsche Motorseglerstaffel zu vernichten. Wegen der geschickten Verteidigung des sichernden italienischen Torpedoboots Sagittario und rollender Luftangriffe durch Junkers Ju 88 der I./LG.l und der III./KG.30 sowie Dornier Do 17 des KG.2  verlor der deutsche Geleitzug nur zwei Fahrzeuge. Naiad und Carlisle waren durch Bombentreffer beschädigt und die Force C drehte ab, um sich mit der schweren Deckungsgruppe zu vereinigen, die im Laufe des Nachmittags ebenfalls Ziel heftiger Luftangriffe durch Ju 87 des StG.2, Ju 88 der I./LG l und II./LG l sowie von Jagdbombern des Typs Bf 109 war. Das Schlachtschiff Warspite erhielt mehrere Nahtreffer, der Zerstörer Greyhound und der Kreuzer Gloucester wurden versenkt, die schwerbeschädigte Fiji musste aufgegeben werden, von der aber Kingston und Kandahar noch 523 Überlebende retten konnten. Naiad und Carlisle wurden erneut getroffen und die Valiant leichter beschädigt. Angesichts der Schäden und des Mangels an Flak-Munition ging der Verband zurück nach Alexandria, wo Carlisle repariert wurde. Bevor die Arbeiten an der Carlisle abgeschlossen waren, verließ der Flakkreuzer am 21. wieder das Dock, um an der Verteidigung Kretas teilzunehmen. Die Geschwindigkeit des Kreuzers war weiterhin stark eingeschränkt, da eine Welle nicht nutzbar war. Er sollte erneut mit Naiad und Perth und einigen Zerstörern die anlaufenden deutschen Kräfte abfangen. Die Briten wurden von den Deutschen mehrfach aus der Luft angegriffen. Die Carlisle unterstützte die Luftverteidigung der Naiad, deren Fla-Munition zur Neige ging. Dabei wurde die Carlisle auch getroffen, erlitt etliche Schäden und auch etliche Opfer, darunter auch der Kommandant. Am 23. erreichte die Carlisle Alexandria mit sehr geringem Munitionsbestand.

Am 25. Mai begannen Reparaturen am Kreuzer in Port Said. Eines ihrer Zwillings-Hauptgeschütze musste getauscht werden und die aus Malta per U-Boot angelieferte Hauptwelle konnte ersetzt werden. Im Juli verlegte der Kreuzer dann nach Haifa als Luftverteidigung-Wachschiff und er begleitete die Flotteneinheiten bei der Operation Exporter gegen das Vichy-französische Syrien.
Kurz vor dem Jahresende war der wieder einsatzbereite Kreuzer dann an der Geleitoperation MF.1 zur Versorgung Maltas beteiligt, mit der die Force B unter Konteradmiral Vian mit den weiteren Kreuzern Naiad und Euryalus sowie sieben Flottenzerstörern den Transporter Breconshire (9776 BRT) von Alexandria zu einem Treffpunkt mit der in Malta stationierten Force K unter Captain Agnew, die den Transporter mit den Kreuzern Aurora, Penelope, den Zerstörern Lance und Lively und der Zerstörer-Division mit Sikh, Legion, Maori und der niederländischen Isaac Sweers weiter nach Malta geleitete. Neben der Abwicklung der Konvois kam es zu einem kurzen Gefecht zwischen den beiden Flotten, dem sogenannten Ersten Seegefecht im Golf von Syrte. Der in der Nacht vom 18. auf den 19. Dezember 1941 von Kampfschwimmern durchgeführte Angriff auf Alexandria, der die Schlachtschiffe Queen Elizabeth und Valiant für längere Zeit außer Gefecht setzte, veränderte das Kräfteverhältnis im Mittelmeer für längere Zeit zu Gunsten der Achsenmächte.
Die britische Nachschubunternehmung MF.3 für Malta ab dem 16. Januar 1942 bestand aus den Konvois MW.8A mit den Transportern Ajax und norwegischen Thermopylae (6655 BRT, Bj. 1930 Burmeister & Wain’s), gesichert durch den Flak-Kreuzer Carlisle und vier Zerstörern, sowie aus dem Konvoi MW.8B mit den Transportern City of Calcutta und Clan Ferguson mit vier Zerstörern aus Alexandria, die sich später auf See vereinigten. Dazu stand die Force B unter Konteradmiral Vian mit drei Leichten Kreuzern und fünf weiteren Zerstörern als Deckungsverband in See. Der Verband wurde am 17. von U 133 westlich von Sollum angegriffen, das die Gurkha (siehe dort) versenken konnte. Am 18. musste die Thermopylae wegen Maschinenproblemen und Schäden an den Stopfbuchsen mit Carlisle, Arrow und Havock nach Bengasi entlassen werden. Sie entschieden sich dann für den Rückmarsch und wurden dabei fortlaufend aus der Luft angegriffen. Thermopylae wurde schließlich durch Fliegerbomben versenkt; drei Mann der Besatzung und 30 Soldaten starben, 35 Besatzungsangehörige und 306 Soldaten konnten gerettet werden. Die anderen drei Transporter erreichten am 19. Malta im Schutz der Force K.

Schon am 24. Januar folgte MF.4 mit dem Transporter Breconshire aus Alexandria gesichert durch die Force B unter Vian mit den Kreuzern Naiad, Euryalus, Dido und Carlisle und acht Zerstörern. Entgegen kam die Force K mit dem Kreuzer Penelope, fünf Zerstörern und zwei leeren Transportern. Die Verbände tauschen die Transporter und die Zerstörer Kingston und Lance und erreichten am 27. Malta bzw. am 28. Alexandria.

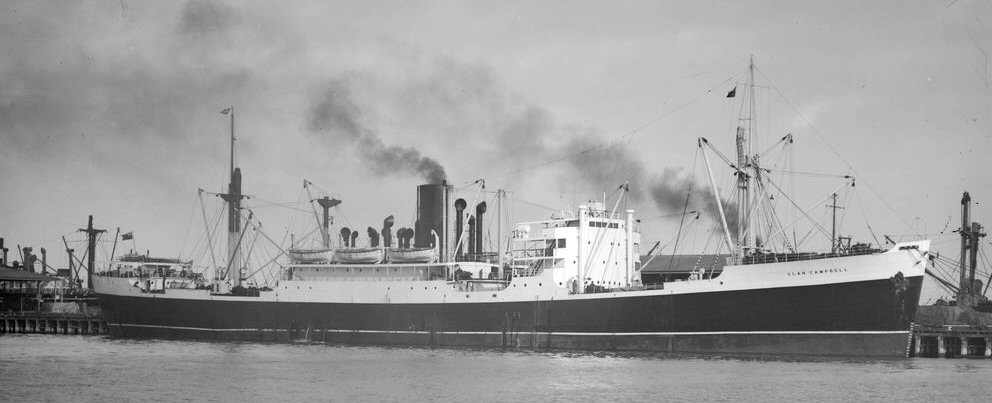
Die 1937 fertiggestellte Clan Campbell

Am 12. Februar folgte die nächste Versorgungsoperation MF.5 für Malta. Mit dem Konvois MW.9A (Transporter Clan Campbell und Clan Chattan) lief die Carlisle mit dem Zerstörern Lance und den Geleitzerstörern Heythrop, Avon Vale und Eridge aus Alexandria aus, denen wenig später noch der Konvoi MW.9B (Transporter Rowallan Castle), gesichert durch vier weitere Hunt-Zerstörer folgte. Als Deckungsverband folgte zuletzt die Force B unter Vian mit drei Leichten Kreuzern und acht Zerstörern. Am 13. verließ Malta der Konvoi ME.10 mit vier Transportern, gesichert durch Force K mit dem Kreuzer Penelope und sechs Zerstörern. Am 13. erfasste die deutsch-italienische Luftaufklärung den westgehenden Verband, nach dem ersten Luftangriff musste die Clan Campbell (7255 BRT) nach Bombentreffer Tobruk anlaufen. Kurz vor dem Treffen mit ME.10 wurde der westgehende Konvois MW.9  erneut von deutschen Bombern angegriffen, wobei die Clan Chattan (7262 BRT) so schwer getroffen wurde, dass sie von den Briten selbst versenkt werden musste. Nach dem Aufeinandertreffen beider Konvois wurde die Rowallan Castle (7798 BRT) durch Bombentreffer auch noch versenkt. Den Sicherungskräften blieb nur noch die geplante Auswechslung des Zerstörers Lance aus Alexandria gegen die aus Malta kommenden Decoy und Fortune. Divisions-Admiral Bergamini lief mit der italienischen Flotte von Tarent aus, um die britischen Verbände anzugreifen. Die Suche blieb am 15. ohne Erfolg, an dem die Force K mit Penelope, Lance und Legion schon Malta erreichte. Zulu, Sikh und Lively marschierten mit Force B nach Alexandria, wo alle Einheiten am 16. eintrafen.

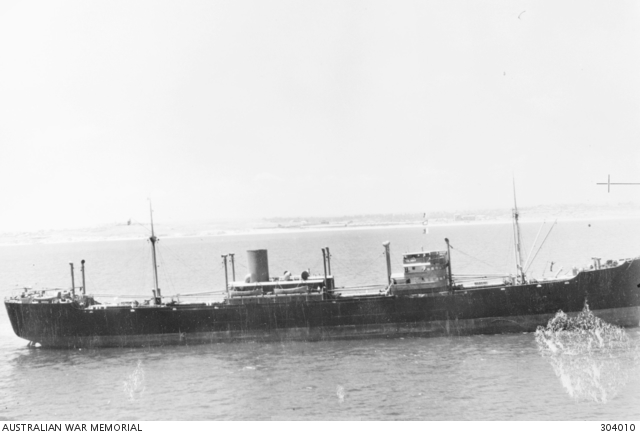
Das norwegische Motorschiff Talabot

Auch den folgenden Versorgungskonvoi MW.10 mit den Transportern Breconshire (9776 BRT), Clan Campbell (7255 BRT), Pampas (5415 BRT) und Talabot (6798 BRT),
sicherten die Carlisle und die 22.DF. mit Sikh, Zulu, Lively, Hero, Havock und Hasty, die Alexandria am 20. März verließen. Die Deckungsgruppe: unter Vian mit den Kreuzern Cleopatra, Dido, Euryalus und vier Zerstören befand sich auch in See. Dazu hatten im Golf von Tarent und vor Messina sechs U-Boote Vorpostenstellung bezogen, um Bewegungen italienischer Einheiten zu melden. Als am 21. italienische U-Boote den ausgelaufenen britischen Konvoi meldeten, ließ die Supermarina (italienischer Begriff für das damalige Oberkommando der Marine) aus Messina drei Kreuzer und vier Zerstörer sowie aus Tarent das Schlachtschiff Littorio (unter Admiral Iachino) mit vier Zerstörern auslaufen, denen später noch zwei weitere folgten. Außerdem wurden gegen den britischen Verband noch drei italienische und drei deutsche U-Boote sowie Bomber und Torpedoflugzeuge des deutschen II. Flieger-Korps und der italienischen 4. Luftflotte eingesetzt. Ein britisches U-Boot meldete auch das Auslaufen der Littorio-Gruppe. Aus Malta lief der Kreuzer Penelope mit dem Zerstörer Legion der Sicherung des MW.10 entgegen und vereinigte sich am 22. mit ihr.
Am 22. sichtete der italienische Messina-Verband die britische Deckungsgruppe um 14.24 Uhr und versuchte sie vergeblich auf die Littorio zu ziehen. Diese kam bei stark auffrischendem Wind und sich verschlechternder Sicht um 16.18 Uhr heran und versuchte, sich zwischen den Konvoi und Malta zu legen. Schwere See sowie geschicktes Operieren Vians unter starker Rauch- und Nebelverwendung behinderte die italienische Feuerleitung erheblich, so dass nur Havock und Kingston schwer beschädigt wurden, da sie keinen schweren Treffer vom Schlachtschiff erhielten. Cleopatra bekam einen 15-cm-Volltreffer von der Bande Nere, während auf Euryalus und Lively lediglich geringe Splitterschäden durch 38-cm-Nahtreffer der Littorio entstanden. Beiderseitige Torpedoangriffe der Zerstörer blieben erfolglos. Um 18.58 Uhr brach Iachino bei einbrechender Dunkelheit das Gefecht ab. MW.10 nahm wieder Kurs auf Malta. Auf dem Rückmarsch verlor der italienische Verband die Zerstörer Scirocco und Lanciere im Sturm. Der Kreuzer Trento musste seine Unterstützung wegen schwerer Seeschäden abbrechen. Fast alle übrigen Schiffe beider Parteien erlitten auf dem Rückmarsch mehr oder weniger schwere Sturmschäden.
Die Ausweichbewegungen des Konvois beim Gefecht verzögerten den Marsch des britischen Konvois, der nun am helllichten Tag am 23. Malta erreichte und von Bombern des II. Flieger-Korps angegriffen wurde. Clan Campbell wurde 20 sm vor Malta von den Flugzeugen versenkt. Die schon schwer beschädigte Kingston erhielt einen weiteren Bombentreffer, erreicht aber tags darauf Malta. Die Breconshire setzte sich schwerbeschädigt auf Strand und kenterte am 27. bei Bergungsversuchen nach weiteren Treffern in der Bucht von Marsaxlokk. Am 24. sanken auch Pampas und Talabot nach Bombentreffern, so dass von 25900 t Ladung nur 5000 t an Land kamen.
Von den britischen Marineeinheiten gingen am 23. der Geleitzerstörer Southwold auf einer Minensperre, am 24./26. der Zerstörer Legion (der sich erst auf den Strand setzte) und das U-Boot P.39 verloren; der Kreuzer Penelope wurde schwer beschädigt.
Die Deckungsgruppe erreichte am 24. März wieder Alexandria. Die Carlisle verließ an diesem Tag Malta zusammen mit den Geleitzerstörern Hurworth, Dulverton, Eridge, Beaufort und erreichte mit ihnen am 27. März Alexandria.

Im April wurde entschieden, die Carlisle in die Heimat zu schicken, um überholt zu werden. Auf dem Weg zur Heimat über Durban, Kapstadt, Simonstowm und Freetown wurde der Kreuzer militärischen Geleitzügen zugeteilt. Im Juli begann die Überholung auf der königlichen Werft Devonport, die im Dezember abgeschlossen wurde. Wesentliche Veränderung am Flakkreuzer war die Modernisierung der Radaranlage und deren Ergänzung um eine Feuerleitanlage, dazu wurden die sieben Einzel-Oerlikons durch fünf Zwillingskanonen ersetzt. Ab dem 7. Dezember begann die Ausbildung des überholten Kreuzers in Scapa Flow mit neuer Besatzung.
Im Januar 1943 kam der Kreuzer erneut nach Devonport zur Reparatur erneuter/übersehener Schäden. Im Februar wurde die Ausbildung der Besatzung wieder aufgenommen und im März verlegte der Kreuzer nach Gibraltar, wo er am 2. April eintraf. Der weitere Einsatz des Kreuzers sollte bei der Force Q im zentralen Mittelmeer erfolgen. Die alliierte Landung in Nordafrika (Operation Torch) hatte die Situation wesentlich zugunsten der Alliierten verbessert. Die Force Q war ein vorgeschobener britischer Marineverband mit Kreuzern und Geleitfahrzeugen im algerischen Bône (heute Annaba), die Transporten zu den Angriffsspitzen der alliierten Landstreitkräfte sichern sollten und die Versorgung Maltas unterstützten.

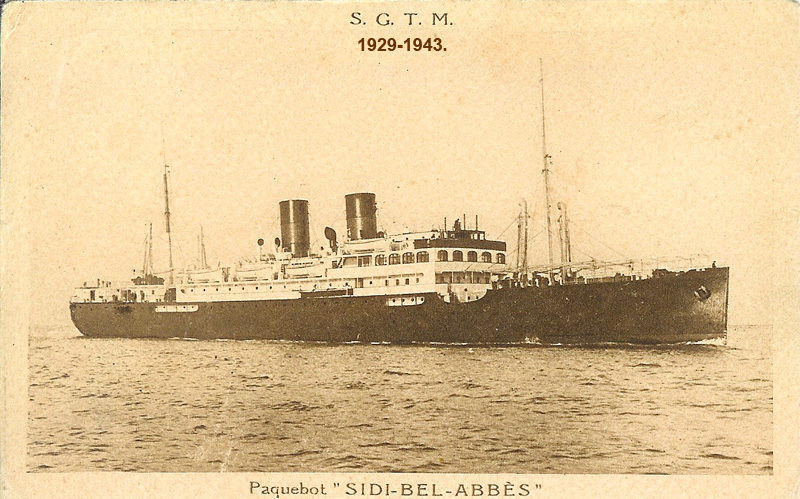
Die Sidi Bel Abbềs im Frieden

Der vom  Flak-Kreuzer Carlisle und vier Korvetten gesicherte Konvoi UGS.7 von 24 Schiffen wurde am 20. April etwa 60 Meilen westlich von Oran von U 565 um 7.52 Uhr angegriffen. Das Boot versenkte den amerikanischen Frachter Michigan (5609 BRT, Bj. 1919) und die französische Sidi-Bel-Abbès (4392 BRT, Bj. 1929).
Die Michigan wurde zwischen den Laderäumen 1 und 2 getroffen und begann sofort zu sinken. Die Besatzung, die Soldaten zur Bedienung der Fla-Geschütze und der einzige Passagier räumten das sinkende Schiff auf zwei Rettungsbooten und drei Rettungsflößen. Nach zwei Stunden wurden die Schiffbrüchigen von den Trawlern HMS Stella Carina (FY 352) und HMS Foxtrot (T 109) aufgenommen, die sie an die Felixstowe abgaben, die sie dann nach Oran brachten. Einige Mannschaftsangehörige blieben mit den beiden Booten aber auf dem Wasser, um sich an der Rettung der Schiffbrüchigen des zweiten getroffenen Schiffes zu beteiligen.
Die etwa gleichzeitig getroffene Sidi-Bel-Abbès transportierte Französische Soldaten aus dem Senegal an die Front. Von den 1131 Mann an Bord starben 611.
Im Mai 1943 kehrte der Kreuzer mit dem ersten Konvoi durch das Mittelmeer wieder nach Alexandria zurück. Als am 10. Juli die alliierte Landung an der Süd- und Südostküste Siziliens (Operation Husky) begann, war die Carlisle mit den Flak-Kreuzern Colombo und Delhi Teil der Support Force East für den britischen Landungsabschnitt.

### Das Ende derCarlisle
Nach Einsatz vor Sizilien während der Operation Husky unterstützte der Kreuzer ab September 1943 den britischen Dodekanes-Feldzug. Ab dem 7. Oktober bildete der Kreuzer mit den Zerstörern Panther und Petard sowie wechselnden Hunt-Zerstörern eine Einsatzgruppe, die die seit dem 3. Oktober erfolgenden deutschen Verstärkungen und Gegenangriffe im Dodekanes nördlich von Rhodos verhindern sollte.

Am 9. Oktober 1943 befand sich die Carlisle mit Panther, Petard, Rockwood und der griechischen Miaoulis in der Straße von Scarpanto zwischen Karpathos und Rhodos auf dem Rückmarsch nach Alexandria zum Auftanken, als der Verband von 26 Ju 87 der I./St.G. 3 angegriffen wurde. Die Panther wurde versenkt, Carlisle wurde viermal direkt getroffen und geriet in Brand. Die Treffer und zahlreiche Nahtreffer verursachten schwere Schäden. So gingen Steuerbordwelle und -propeller total verloren und die Backbordwelle war unbrauchbar. 20 Besatzungsmitglieder starben bei dem Angriff, 17 weitere wurden schwer verwundet. Ein folgender Angriff der II./StG.3 aus Argos kurze Zeit später scheiterte an inzwischen eingetroffenem Jagdschutz mit P-38 „Lightning“ Langstreckenjägern der USAAF, der sieben Ju 87 und eine Ju 88 abschoss.

Die Rockwood nahm den antriebslosen Kreuzer in Schlepp und brachte ihn nach Alexandria, wo am 16. erste Reparaturen begannen. Im November fiel die Entscheidung, dass eine Reparatur nicht mehr sinnvoll sei, der alte Kreuzer sollte nur zur stationären Basis für Geleitschiffe hergerichtet werden.
Der Vorschlag, sie in Aden einzusetzen, wurde abgelehnt und die Nutzung als Basis in Alexandria begann im April 1944. Mit dem Kriegsende im Pazifik wurde auch diese Nutzung aufgegeben und 1949 wurde der alte Kreuzer vor Ort zum Abbruch verkauft.